# Dharamsura
Der Dharamsura (auch englisch White Sail = „weißes Segel“) ist ein Gipfel im Westhimalaya im indischen Bundesstaat Himachal Pradesh.
Der 6420 m (oder 6445 m) hohe Dharamsura bildet einen südöstlichen Nebengipfel des 6451 m hohen Papsura. Der Dharamsura liegt an der Grenze der Distrikte Lahaul und Spiti und Kullu. Er befindet sich in der Himalaya-Hauptkette unweit des Abzweigs der Pir-Panjal-Gebirgskette. Die Gletscher an der Ostflanke des Dharamsura münden in den Bara-Shigri-Gletscher.
Die Zwillingsgipfel Dharamsura und Papsura sind in Lahaul als „die Gipfel von Gut und Böse“ bekannt.
Der Dharamsura wurde im Jahr 1941 von J.O.M. Roberts erstbestiegen.